# 인간의 다리
다리(leg)는 발, 허벅지 또는 때로는 엉덩이나 둔부 부위를 포함한 인체의 하지 전체이다. 다리의 주요 뼈는 대퇴골(허벅지뼈), 경골(정강이뼈) 및 인접한 종아리뼈이다.
인간의 경우 하지의 각 부분은 엉덩 관절(hip), 넓적다리(thigh), 무릎, 다리(leg), 발목, 발로 나뉜다. 해부학에서 팔(arm)이 위팔(upper arm)을 의미하는 것처럼, 다리(leg)는 아래다리(lower leg)를 의미한다.

## 하퇴 및 발
하퇴(lower leg)

## 같이 보기
- 다리 (해부학)
- 상지
- 팔
- 사지
- 다리의 피부 신경분포